# Weverton Guilherme da Silva Souza
Weverton Guilherme da Silva Souza, noto semplicemente come Weverton (Maceió, 15 giugno 1999), è un calciatore brasiliano, difensore del CRB.

## Caratteristiche tecniche
È un terzino destro.

## Carriera
Cresciuto nel settore giovanile dell'Internacional, ha esordito fra i professionisti il 30 gennaio 2019 disputando con il Figueirense l'incontro del Campionato Catarinense pareggiato 1-1 contro il Metropolitano.